# Remco Evers
Remco Evers (Nijmegen, 15 december 1974) is een voormalig Nederlands profvoetballer. De middenvelder kwam onder meer uit voor Helmond Sport en VVV.
Evers werd in 1995 door eerstedivisionist Helmond Sport weggeplukt bij hoofdklasser De Treffers. Daar speelde hij zes jaar, waarvan de eerste twee seizoenen op amateurbasis. In 2001 vertrok hij naar VVV waar hij nog een jaar in het betaald voetbal actief was.

## Profstatistieken
| seizoen | club          | land      | competitie     | duels | goals |
| ------- | ------------- | --------- | -------------- | ----- | ----- |
| 1997/98 | Helmond Sport | Nederland | Eerste Divisie | 26    | 3     |
| 1998/99 | Helmond Sport | Nederland | Eerste divisie | 27    | 3     |
| 1999/00 | Helmond Sport | Nederland | Eerste divisie | 24    | 2     |
| 2000/01 | Helmond Sport | Nederland | Eerste divisie | 23    | 6     |
| 2001/02 | VVV           | Nederland | Eerste divisie | 29    | 8     |
| Totaal  | Totaal        | Totaal    | Totaal         | 129   | 22    |